# Lycosa moulmeinensis
Lycosa moulmeinensis är en spindelart som beskrevs av Gravely 1924. Lycosa moulmeinensis ingår i släktet Lycosa och familjen vargspindlar.
Artens utbredningsområde är Myanmar. Inga underarter finns listade i Catalogue of Life.